# Слудське сільське поселення (Прилузький район)
Слу́дське сільське поселення (рос. Слудское сельское поселение) — муніципальне утворення у складі Прилузького району Республіки Комі, Росія. Адміністративний центр — село Слудка.

## Населення
Населення — 374 особи (2017, 513 у 2010, 802 у 2002, 984 у 1989).

## Склад
До складу поселення входять такі населені пункти:
| Населений пункт   | Населення, осіб (1989) | Населення, осіб (2002) | Населення, осіб (2010) |
| ----------------- | ---------------------- | ---------------------- | ---------------------- |
| Куліга, присілок  | 57                     | 41                     | 29                     |
| Слудка, село      | 383                    | 308                    | 192                    |
| Ураки, присілок   | 8                      | 4                      | 1                      |
| Якуньйоль, селище | 536                    | 449                    | 291                    |